# Учкудук
Учкуду́к (узб. Uchquduq / Учқудуқ, дословно — «Три колодца») — город, расположенный рядом с одноимённым месторождением, административный центр Учкудукского района Навоийской области Узбекистана. 

## История
Первые сведения об урановой минерализации в Кызылкумах появились в 1930 году, массовые поисковые работы на уран в Центральных Кызылкумах были начаты в 1951 г. специализированной Краснохолмской экспедицией (г. Ташкент) с использованием аэрорадиометрии под руководством Ф. Н. Абакумова.
В 1952 г. на южном склоне гор Алтынтау (массив Букантау) была установлена интенсивная локальная аэроаномалия в районе колодца Учкудук. Наземная проверка, проведенная Учкудукским отрядом Косчекинской геологоразведочной партии (руководитель Е. Ф. Трубин, старший геолог А. И. Пак), показала низкое содержания металла в руде и малые запасы. Южнее была выявлена еще одна аномальная зона, вытянутая на несколько километров, полномасштабное разведочное бурение которой начато в 1955 г., организована круглогодичная геологоразведочная партия № 25 — Учкудукская (Ф. Н. Абакумов, А. И. Пак). Результаты работ позволили говорить о целесообразности промышленной разработки месторождения, которая была подтверждена в апреле 1957 г. — июле 1958 г. утверждением запасов ГКЗ СССР.
Строительство поселка началось весной 1956 г. силами прибывшего из Пятигорского управления № 621 отряда в 80 чел. под командованием С. Н. Бражникова, которые построили два типовых барака в районе нынешних микрорайонов № 8-13. В августе 1956 г. из г. Лермонтов прибыло пополнение отряда численностью более 100 человек. Строительный отряд проработал в Учкудуке до 1962 г., затем перебазировался в г. Навои. Первыми объектами, возведенными в городе стали объекты водоснабжения и комплекс временных жилых и культбытовых зданий на месте будущего микрорайона № 11.
2 марта 1961 года Учкудук стал посёлком городского типа, он относился к Бухарской области.
В конце 1960-х годов благодаря стремительному росту объёмов добычи руды урана как открытым, так и подземным способом (а в дальнейшем и методом подземного выщелачивания) посёлок начал активно развиваться.
Начались массовые приезды на постоянную работу горняков и инженерно-технических специалистов со всего СССР. В 1978 году Учкудук получил статус города.
До 1979 года он также имел статус закрытого секретного стратегического объекта. А 20 апреля 1982 года из частей Бухарской и Самаркандской областей была образована Навоийская область, в состав которой вошёл и Учкудук.

## География
Город расположен в центральной части пустыни Кызылкум в 12 км от железнодорожной станции Учкудук. С 1958 года в городе работает Навоийский горно-металлургический комбинат (НГМК). Большинство жителей — работники этого комбината.
С 1995 года в Учкудуке работает золотоизвлекающий комплекс проектной мощностью 20 тонн золота в год. С 2001 года в Узбекистане начала действовать железнодорожная линия Учкудук-2 — Мискин.

## Население
По состоянию на 2024 г. население Учкудука составляет 34,4 тыс. чел.

## Навоийский горно-металлургический комбинат
В Учкудуке находится северное рудоуправление Навоийского горно-металлургического комбината (НГМК), который является градообразующим предприятием.
НГМК был создан в 1958 году для добычи урановой руды открытым и подземным способом на базе Учкудукского месторождения.
В настоящее время[уточнить] основными видами деятельности рудоуправления являются:
- добыча и переработка урана методом подземного выщелачивания;
- добыча и переработка золотосодержащих руд месторождения «Кокпатас»;
- выпуск серной кислоты.

До 2003 года — производство изделий из мрамора на базе рудника «Новый».

## В культуре
В СССР город Учкудук стал широко известен   благодаря песне группы «Ялла» «Три колодца» на слова Юрия Энтина (1981).

## Авиакатастрофа под Учкудуком
В окрестностях Учкудука произошла авиакатастрофа с самым большим количеством жертв в истории СССР — 200 человек.
10 июля 1985 года пассажирский самолёт Ту-154, следовавший по маршруту Ташкент — Карши — Уфа — Ленинград, вскоре после вылета из аэропорта города Карши сорвался в плоский штопор и разбился о поверхность земли.